# Mikhail Youzhny
Mikhail Mikhailovich Youzhny (tiếng Nga: Михаил Михайлович Южный, IPA: [mʲɪxɐˈil mʲɪxɐˈjləvʲɪtɕ ˈjʉʐnɨj] liên_kết=; sinh ngày 25 tháng 6 năm 1982), có biệt danh là " Misha" và "Đại tá" từ những người hâm mộ, là một vận động viên quần vợt chuyên nghiệp đã nghỉ hưu của Nga, từng được xếp hạng trong top 10 và số 1 của Nga. Anh đã đạt được thứ hạng top 10 của Hiệp hội các chuyên gia quần vợt (ATP) lần đầu tiên vào ngày 13 tháng 8 năm 2007, và đạt đến đỉnh cao sự nghiệp ở vị trí số 8 thế giới vào tháng 1 năm 2008, và một lần nữa vào tháng 10 năm 2010.
Youzhny lọt vào tứ kết của tất cả các cuộc tranh tài Grand Slam; vượt qua tứ kết tại US Open năm 2006 và 2010. Lần gần nhất anh vào đến một trận chung kết Grand Slam là tại bán kết Mỹ Mở rộng 2006 khi anh giành chiến thắng đầu tiên từ tay vợt số 9 thế giới Andy Roddick, sau khi bất ngờ thắng tay vợt số 2 thế giới Rafael Nadal ở tứ kết. Ở một trận bán kết khác, anh đã thua ba set trắng trước nhà vô địch cuối cùng, Nadal. Youzhny lọt vào trận chung kết của hai mươi mốt danh hiệu cấp độ tour du lịch ATP, giành được mười chức vô địch. Chiến thắng danh hiệu đầu tiên của anh đến tại Cúp Mercedes được tổ chức tại Stuttgart, Đức, khi anh đánh bại Guillermo Cañas từ Argentina. Youzhny lọt vào trận chung kết ATP trên tất cả các bề mặt, nhưng không bao giờ giành được một danh hiệu đơn trên sân cỏ. Năm 2010 — mùa giải hay nhất của anh — Youzhny lọt vào năm trận chung kết ATP, giành hai và kết thúc năm với tư cách là một cầu thủ lọt vào top 10. Youzhny là thành viên của đội tuyển quốc gia Nga chiến thắng tại Davis Cup trong cả hai năm 2002 và 2006.